# Babtai
Babtai is een plaats in de gemeente Kaunas in het Litouwse district Kaunas. De plaats telt 1,715 inwoners (2001).